# Fremifontaine
Fremifontaine (prononcer [fʁemifɔ̃tɛn]  ; nommée également Frémifontaine non officiellement) est une commune française située dans le département des Vosges en région Grand Est.
Ses habitants sont appelés les Frémifontainois.

## Géographie

### Localisation
Située à mi-chemin entre Rambervillers et Bruyères mais à l'écart de la départementale 50, la commune de Fremifontaine s'étend sur 956 hectares, à la porte du massif vosgien. La voie principale est la départementale 70 qui met Autrey et Pierrepont-sur-l'Arentèle toutes deux à 3,5 km.

### Géologie et relief
La commune se compose de 56,63 hectares de territoires artificialisés (5,86 %), 251,05 hectares de territoires agricoles (25,99 %) et 657,98 hectares de forêts et milieux semi-naturels (68,11 %).
Espaces naturels :
- Trois zones naturelles d'intérêt écologique, faunistique et floristique (Znieff) :

Massif vosgien,
La Mortagne et le Moussou de Mortagne à Saint-Hélène,
Ruisseau des Roseaux et affluents à Frémifontaine.
La forêt recouvre les deux tiers de son territoire, dont la moitié appartient à la commune. Celle-ci est pour moitié feuillue - sur la partie basse - et pour moitié composée de résineux - essentiellement sur la partie la plus en altitude. 
L'activité agricole sur la partie restante non urbanisée est essentiellement tournée vers l'herbe et l'élevage (lait et viande), quelques terres sont labourées et semées et de nombreux vergers profitent de l'excellente exposition de la commune : cerises, mirabelles, pommes, poires, quetsches... 
De nombreuses sources sont présentes et de petits cours d'eau se jettent dans la Mortagne ou dans l'Arentèle.
| Saint-Hélène              |               | Autrey        |
| Pierrepont-sur-l'Arentèle | Fremifontaine | Mortagne      |
|                           | Grandvillers  | Brouvelieures |

### Hydrographie et les eaux souterraines
Hydrogéologie et climatologie : Système d’information pour la gestion des eaux souterraines du bassin Rhin-Meuse :
Territoire communal : Occupation du sol (Corinne Land Cover); Cours d'eau (BD Carthage),
Géologie : Carte géologique; Coupes géologiques et techniques,
 Hydrogéologie : Masses d'eau souterraine; BD Lisa; Cartes piézométriques.
La commune est située dans le bassin versant du Rhin au sein du bassin Rhin-Meuse. Elle est drainée par la Mortagne, le ruisseau de Dracourt, Basse d'Obtinru, le ruisseau de Benaze et le ruisseau le Linty,.
La Mortagne, d'une longueur totale de 74,6 km, prend sa source dans la commune de Saint-Léonard et se jette dans la Meurthe à Mont-sur-Meurthe, après avoir traversé 26 communes.

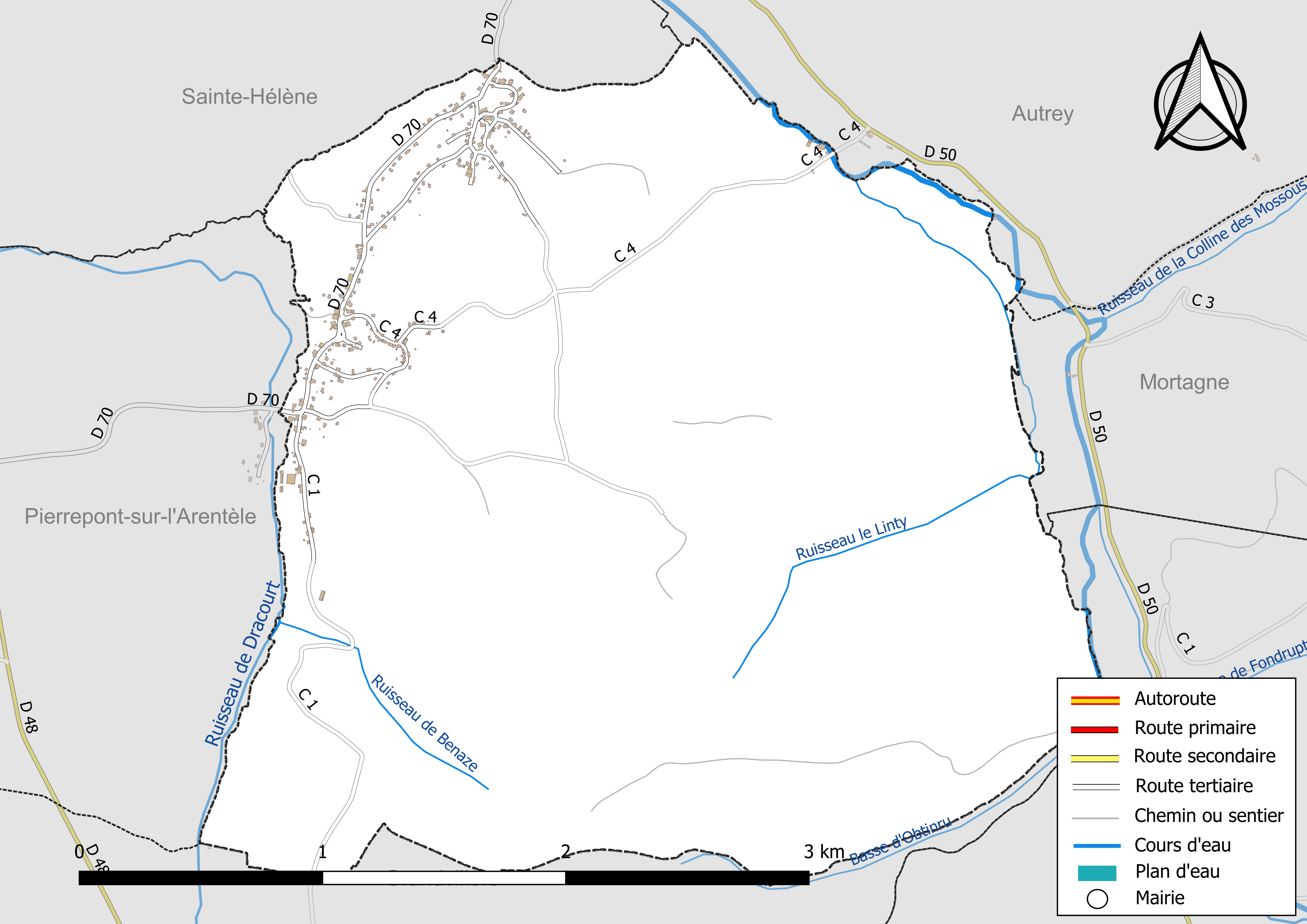
Réseaux hydrographique et routier de Fremifontaine.

La qualité des eaux de baignade et des cours d’eau peut être consultée sur un site dédié géré par les agences de l’eau et l’Agence française pour la biodiversité.

### Climat
Pour des articles plus généraux, voir Climat du Grand Est et Climat des Vosges.
En 2010, le climat de la commune est de type climat de montagne, selon une étude du Centre national de la recherche scientifique s'appuyant sur une série de données couvrant la période 1971-2000. En 2020, Météo-France publie une typologie des climats de la France métropolitaine dans laquelle la commune est exposée à un climat semi-continental et est dans la région climatique  Vosges, caractérisée par une pluviométrie très élevée (1 500 à 2 000 mm/an) en toutes saisons et un hiver rude (moins de 1 °C). 
Pour la période 1971-2000, la température annuelle moyenne est de 9,3 °C, avec une amplitude thermique annuelle de 16,9 °C. Le cumul annuel moyen de précipitations est de 1 052 mm, avec 12,8 jours de précipitations en janvier et 10,5 jours en juillet. Pour la période 1991-2020, la température moyenne annuelle observée sur la station météorologique de Météo-France la plus proche, « Le Roulier_sapc », sur la commune du Roulier à 12 km à vol d'oiseau, est de 10,2 °C et le cumul annuel moyen de précipitations est de 1 000,2 mm. 
La température maximale relevée sur cette station est de 38,1 °C, atteinte le 25 juillet 2019 ; la température minimale est de −18,3 °C, atteinte le 20 décembre 2009,,. 
Les paramètres climatiques de la commune ont été estimés pour le milieu du siècle (2041-2070) selon différents scénarios d'émission de gaz à effet de serre à partir des nouvelles projections climatiques de référence DRIAS-2020. Ils sont consultables sur un site dédié publié par Météo-France en novembre 2022.

## Urbanisme

### Typologie
Au 1er janvier 2024, Fremifontaine est catégorisée commune rurale à habitat dispersé, selon la nouvelle grille communale de densité à sept niveaux définie par l'Insee en 2022.
Elle est située hors unité urbaine. Par ailleurs la commune fait partie de l'aire d'attraction d'Épinal, dont elle est une commune de la couronne,. Cette aire, qui regroupe 118 communes, est catégorisée dans les aires de 50 000 à moins de 200 000 habitants,.

### Occupation des sols
L'occupation des sols de la commune, telle qu'elle ressort de la base de données européenne d’occupation biophysique des sols Corine Land Cover (CLC), est marquée par l'importance des forêts et milieux semi-naturels (68,2 % en 2018), une proportion sensiblement équivalente à celle de 1990 (69 %). La répartition détaillée en 2018 est la suivante : 
forêts (68,2 %), zones agricoles hétérogènes (16,3 %), zones urbanisées (5,8 %), terres arables (4,8 %), prairies (4,8 %). L'évolution de l’occupation des sols de la commune et de ses infrastructures peut être observée sur les différentes représentations cartographiques du territoire : la carte de Cassini (XVIIIe siècle), la carte d'état-major (1820-1866) et les cartes ou photos aériennes de l'IGN pour la période actuelle (1950 à aujourd'hui).

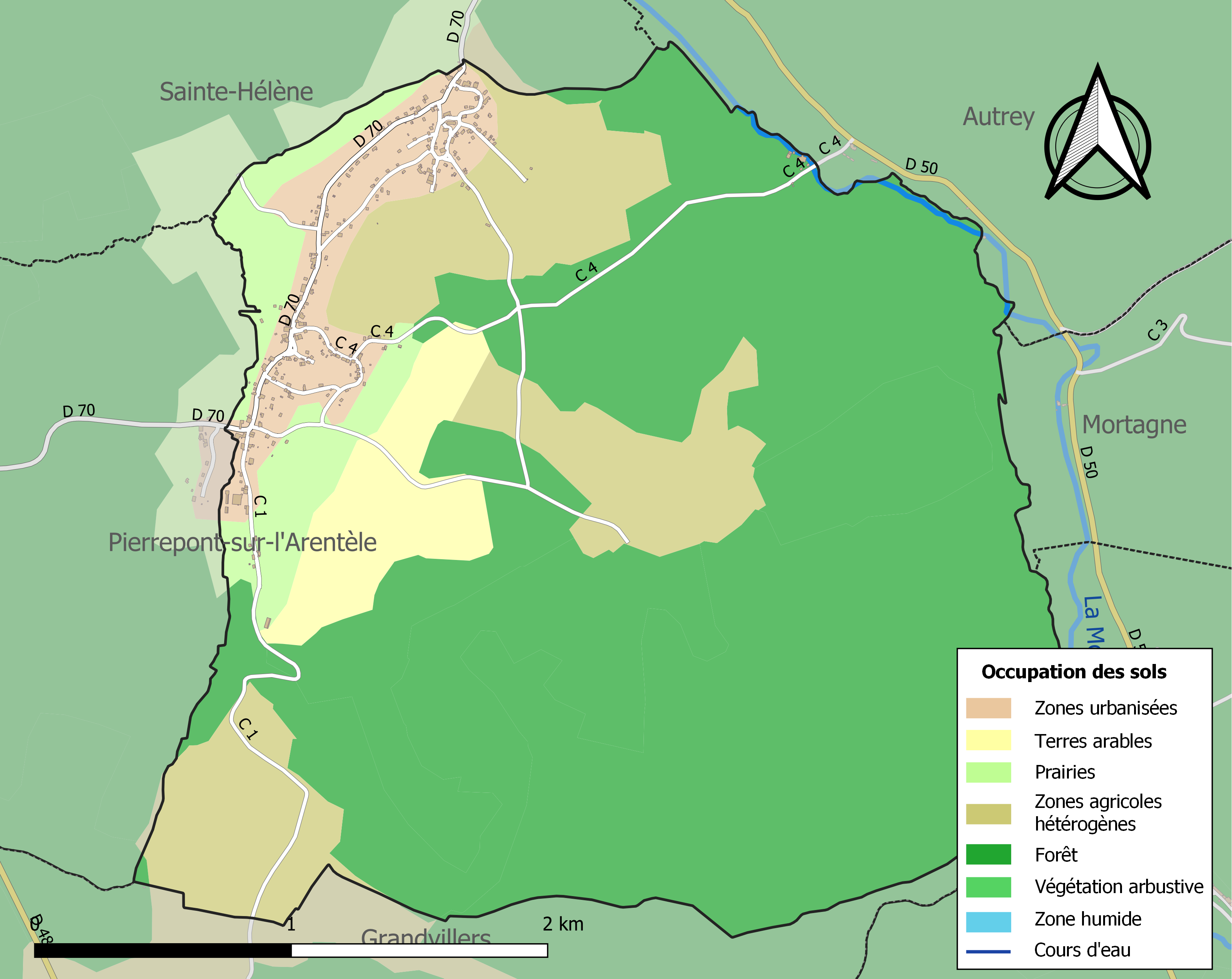
Carte des infrastructures et de l'occupation des sols de la commune en 2018 (CLC).

### Voies de communications et transports

#### Voies routières
- A31 (aussi appelée autoroute de Lorraine-Bourgogne). Vittel > Échangeur Bulgnéville [20].

#### Transports en commun

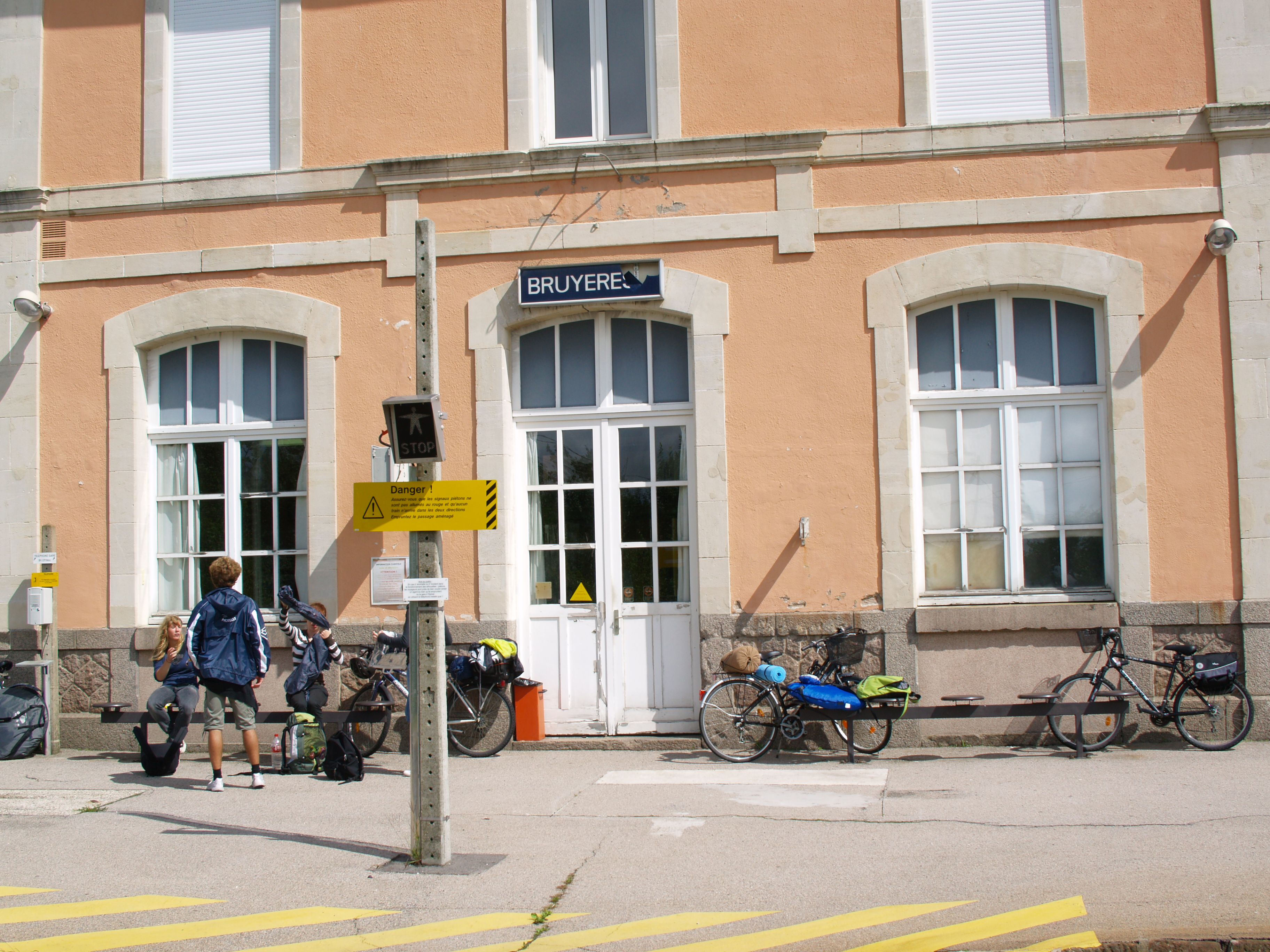
Gare de Bruyères.

- Fluo Grand Est.

#### Lignes SNCF
- Gare de Bruyères.

#### Transports aériens
- L'Aéroport d'Épinal-Mirecourt « Vosges Aéroport ».

À partir de l'été 2021, l’aéroport d’Épinal-Mirecourt est devenu le "pélicandrome" de la Zone Est et servira ainsi de base de ravitaillement et d’intervention pour les avions bombardiers d’eau connus sous le nom de Dash 8.
- Aéroport de Colmar - Houssen.
- Aéroport de Nancy-Essey.

## Toponymie
Le nom de la localité est attesté sous les formes Fremifontainne (1309) ; Fremiffontenne (1352) ; Fremifon tenne (1420) ; Fremyfontenne (1510) ; Fremyfontaine (1547) ; Formicæ fons (1768).

Le village de Fremifontaine est formé de la réunion de trois hameaux (la Haute, la Moyenne et la Basse-Fremifontaine), son nom est issu de Saint Firmin (Freminus), évêque de Verdun de 486 à 502, qui est en grande vénération dans la contrée et d'une ancienne fontaine dont l'origine remonterait au milieu du XIIe siècle, placée sous l'invocation de ce saint (Fontaine de Frémi ou Firmin), qui ne faut pas confondre avec le mot frémi qui, en patois, signifie fourmi.

## Histoire
Des statues de l'époque gallo-romaine ont été trouvées sur la commune, dont une statue assez rare de la déesse Épona, visible au musée départemental d'Épinal. Le plus ancien acte connu concernant Fremifontaine date de 1309. Une légende veut qu'à la même époque les Templiers établirent un bâtiment sur la commune, qui aurait été détruit avec leur ordre ; des ruines leur sont attribuées qui sont encore visibles aujourd'hui.
Le village était composé de trois hameaux : la Haute, la Moyenne et la Basse-Frémifontaine, qui correspondaient à autant de seigneuries et jouissaient de droits différents. La Haute-Frémifontaine avait pour seigneur l’abbé d’Autrey. La Basse-Ville dépendait d'un seigneur ; ainsi, le 7 avril 1772, Charles-François-Xavier Collinet de la Salle, écuyer, seigneur de Fremifontaine et de Bouzillon et son épouse Anne-Marie Magdelaine Maurice de Sarisming achètent chacun la moitié du fief de Failloux. Il devient alors seigneur de Frémifontaine et Failloux. L’ensemble du village faisait partie du bailliage de Bruyères. Après la Révolution, ces trois hameaux devinrent des sections du village, mais les querelles issues des droits anciens se poursuivirent.
Au spirituel, Frémifontaine dépendait de la paroisse de Destord, où le chapitre de Saint-Dié
avait droit de patronage.
La libération de la commune, en octobre 1944, donne lieu à trois semaines de combats acharnés, pendant lesquels plus de cent soldats américains périrent ainsi que deux à trois fois plus d'Allemands ; des résistants aidèrent les Alliés et trois d'entre eux furent déportés, dont un seul revint vivant. Un monument dédié à la 45e Division d'Infanterie américaine souligne aujourd'hui le sacrifice consenti pour libérer la commune.

## Politique et administration

### Découpage territorial
Par arrêté préfectoral du 15 septembre 2023, la commune est retirée le 1er janvier 2024 de l'arrondissement d'Épinal et rattachée à l'arrondissement de Saint-Dié-des-Vosges.

### Liste des maires
| Période                                  | Période    | Identité                    | Étiquette    | Qualité                                                                        |
| ---------------------------------------- | ---------- | --------------------------- | ------------ | ------------------------------------------------------------------------------ |
| Les données manquantes sont à compléter. |            |                             |              |                                                                                |
| 1946                                     | 1963       | Charles Mathieu (1892-1963) |              | Marchand de vin. Décédé en cours de mandat                                     |
| 1964                                     | mars 1983  | Robert Martin (1914-2007)   |              | Agriculteur                                                                    |
| mars 1983                                | mars 2001  | Roger Pierrat               | DVG puis DVD | Transporteur Conseiller général du canton de Brouvelieures (1992-1998)         |
| mars 2001                                | avril 2014 | Étienne Pourcher            | PS           | Ingénieur économiste Conseiller général du canton de Brouvelieures (1998-2015) |
| avril 2014                               | En cours   | Guy Delaite                 |              | Chef d'entreprise                                                              |

### Budget et fiscalité 2023

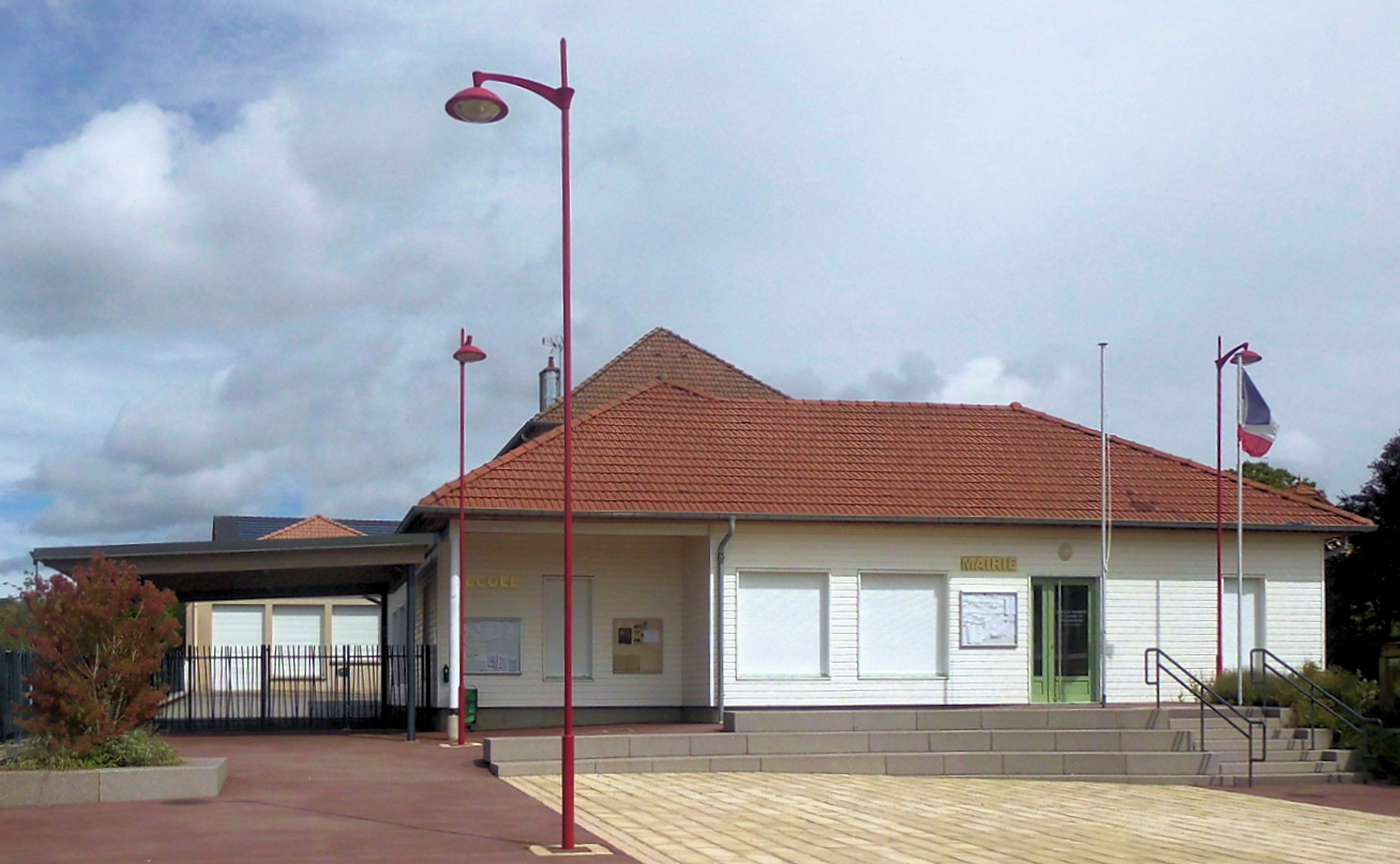
La mairie-école.

En 2023, le budget de la commune était constitué ainsi :
- total des produits de fonctionnement : 418 000 €, soit 1 011 € par habitant ;
- total des charges de fonctionnement : 281 000 €, soit 634 € par habitant ;
- total des ressources d'investissement : 229 000 €, soit 517 € par habitant ;
- total des emplois d'investissement : 96 000 €, soit 216 € par habitant ;
- endettement : 270 000 €, soit 609 € par habitant.

Avec les taux de fiscalité suivants :
- taxe d'habitation : 15,88 % ;
- taxe foncière sur les propriétés bâties : 35,55 % ;
- taxe foncière sur les propriétés non bâties : 29,05 % ;
- taxe additionnelle à la taxe foncière sur les propriétés non bâties : 0,00 % ;
- cotisation foncière des entreprises : 0,00 %.

Chiffres clés Revenus et pauvreté des ménages en 2021 : médiane en 2021 du revenu disponible, par unité de consommation : 20 990 €.

### Jumelages
- Calera (Oklahoma) (États-Unis).

## Population et société

### Démographie

#### Évolution démographique
L'évolution du nombre d'habitants est connue à travers les recensements de la population effectués dans la commune depuis 1793. Pour les communes de moins de 10 000 habitants, une enquête de recensement portant sur toute la population est réalisée tous les cinq ans, les populations de référence des années intermédiaires étant quant à elles estimées par interpolation ou extrapolation. Pour la commune, le premier recensement exhaustif entrant dans le cadre du nouveau dispositif a été réalisé en 2004.

En 2022, la commune comptait 421 habitants, en évolution de −12,84 % par rapport à 2016 (Vosges : −2,96 %, France hors Mayotte : +2,11 %).
| 1793 | 1800 | 1806 | 1821 | 1831 | 1836 | 1841 | 1846 | 1856 |
| ---- | ---- | ---- | ---- | ---- | ---- | ---- | ---- | ---- |
| 426  | 459  | 503  | 626  | 657  | 647  | 639  | 667  | 638  |

| 1861 | 1866 | 1876 | 1881 | 1886 | 1891 | 1896 | 1901 | 1906 |
| ---- | ---- | ---- | ---- | ---- | ---- | ---- | ---- | ---- |
| 632  | 623  | 585  | 566  | 512  | 440  | 418  | 448  | 480  |

| 1911 | 1921 | 1926 | 1931 | 1936 | 1946 | 1954 | 1962 | 1968 |
| ---- | ---- | ---- | ---- | ---- | ---- | ---- | ---- | ---- |
| 486  | 391  | 365  | 350  | 342  | 313  | 301  | 302  | 295  |

| 1975 | 1982 | 1990 | 1999 | 2004 | 2006 | 2009 | 2014 | 2019 |
| ---- | ---- | ---- | ---- | ---- | ---- | ---- | ---- | ---- |
| 296  | 304  | 327  | 347  | 365  | 375  | 457  | 481  | 440  |

| 2022 | - | - | - | - | - | - | - | - |
| ---- | - | - | - | - | - | - | - | - |
| 421  | - | - | - | - | - | - | - | - |

### Enseignement
Établissements d'enseignements :
- Écoles maternelles et primaires à Fremifontaine, Grandvillers, Brouvelieures, Sainte-Hélène, Domfaing, Pierrepont-sur-l'Arentèle.
- Collèges à Bruyères, Rambervillers, Corcieux.
- Lycées à Bruyères, La Baffe, Roville-aux-Chênes.

### Santé
Professionnels et établissements de santé :
- Médecins à Grandvillers, Brouvelieures, Bruyères, Rambervillers, Laveline-devant-Bruyères.
- Pharmacies à Bruyères, Rambervillers, Docelles, Deyvillers, Granges-sur-Vologne.
- Hôpitaux à Bruyères, Rambervillers, Raon-l'Étape, Épinal.

### Cultes
- Culte catholique, Paroisse Sainte-Libaire-de-Rambervillers[33], Diocèse de Saint-Dié.

## Économie

### Entreprises et commerces

#### Agriculture
- Culture de légumes, de melons, de racines et de tubercules.
- Élevage d'autres bovins et de buffles.
- Exploitation forestière.

#### Tourisme
- Hébergements et restauration à Fremifontaine, Grandvillers, Jeanménil, Bruyères.
- Minoterie ; scierie actuellement auberge[34].

#### Commerces
- Commerces et services de proximité[35].
- Minoterie dit Moulin Jacquot[36].

## Culture locale et patrimoine

### Lieux et monuments

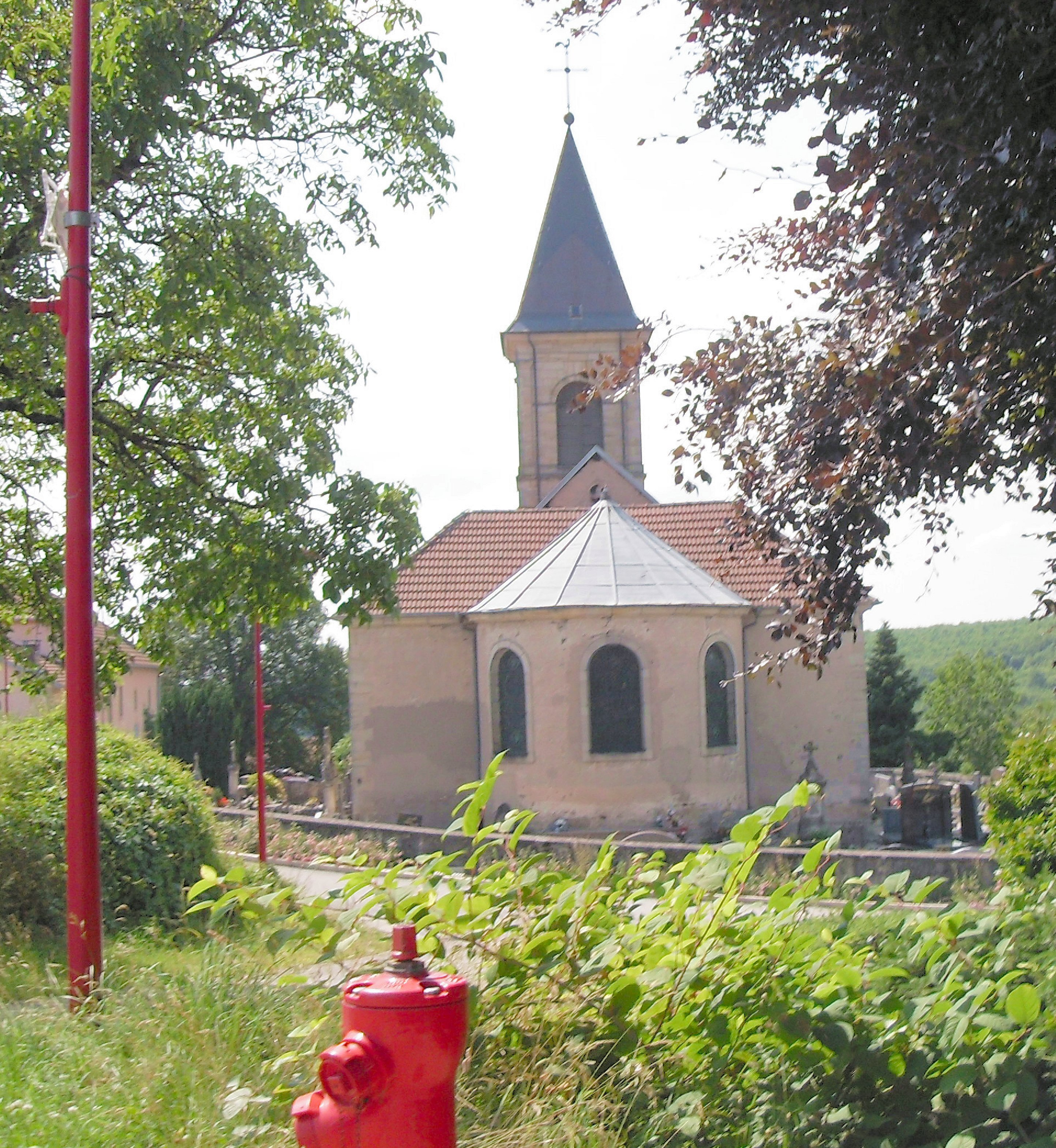
L'église Saint-Pierre-ès-Liens.
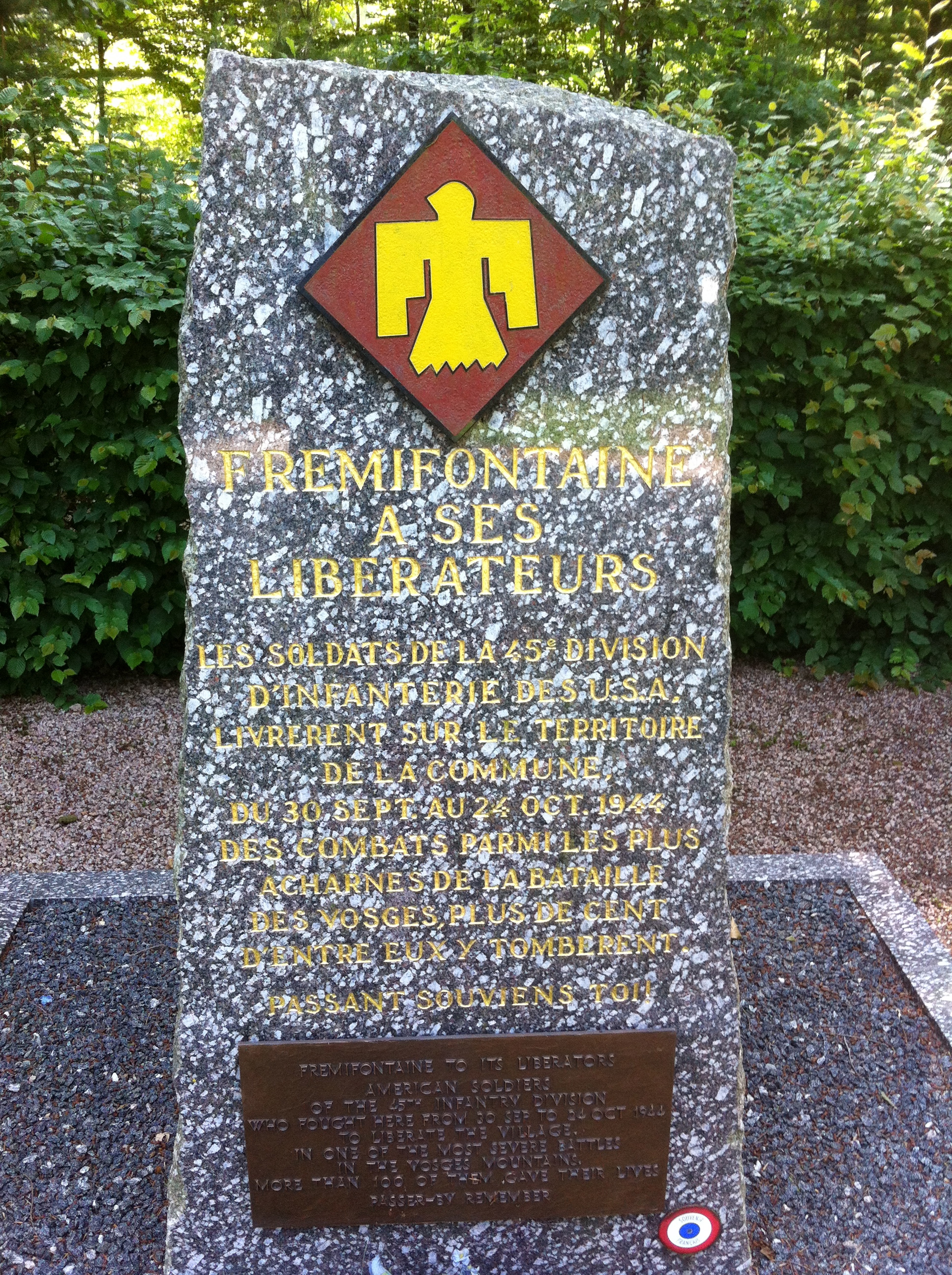
Monument 45e Division d'Infanterie américaine.
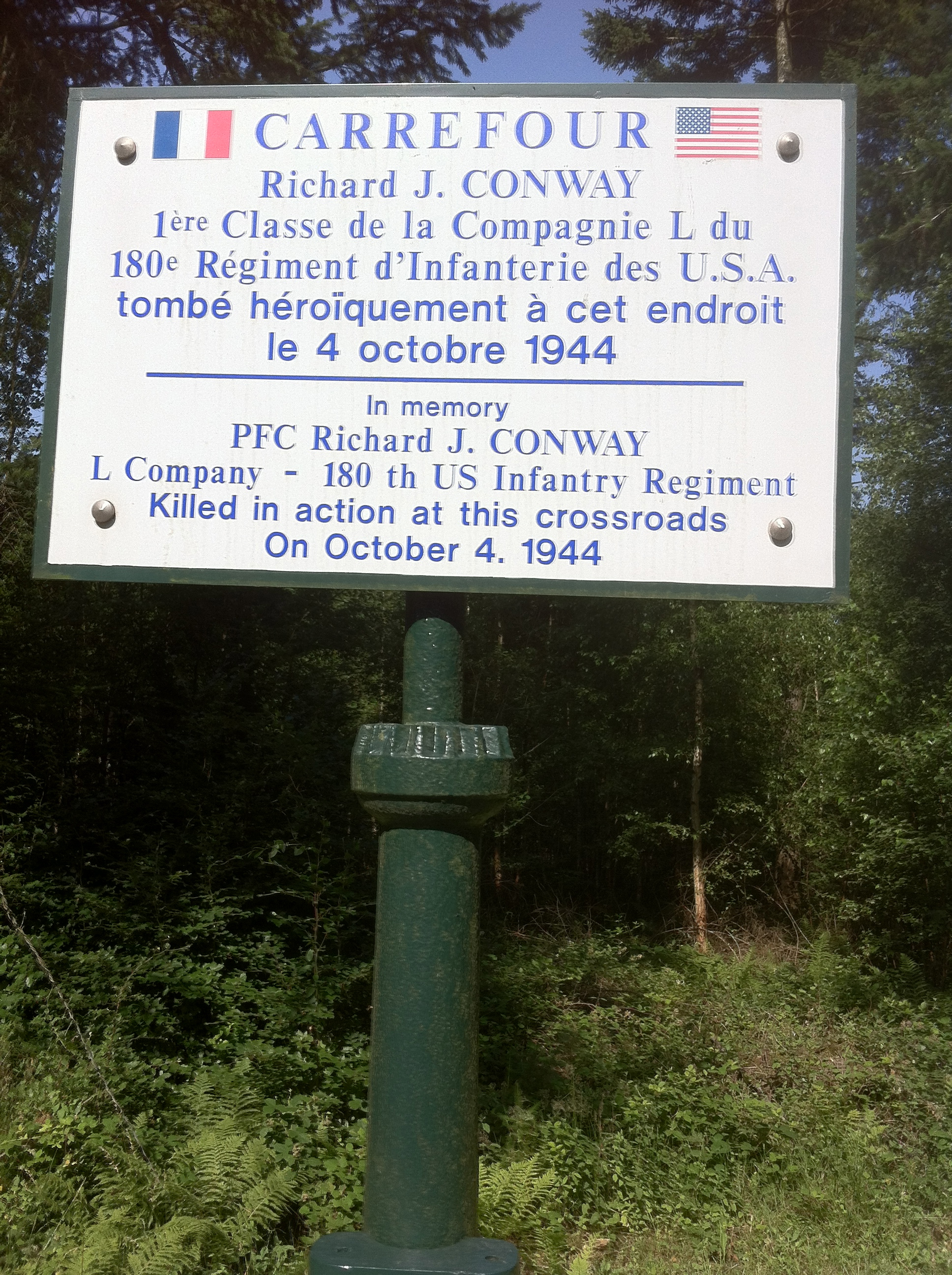
Carrefour Richard J.Conway.

- Église paroissiale Saint-Pierre-ès-Liens dans la Ville-Haute. L'édifice actuel date du XVIIIe siècle, mais a été fortement remanié en 1837-1838[37].

Patrimoine mobilier :
* calice,
* ciboire,
* ostensoir et sa boîte,
* patène,
* statuette : Vierge à l'Enfant,
* ensemble de 2 chandeliers d'autel,
* fonts baptismaux,
* ensemble de 2 bénitiers,
* bras-reliquaire de saint Firmin,
* statue : Saint Firmin,
* statue : saint Pierre,
* ensemble de bancs de fidèle et de choeur,
* tableau commémoratif des morts des guerres 1914-1918 et 1939-1945, statue de sainte Jeanne d'Arc et groupe sculpté de la Vierge de Pitié,
* ensemble de 3 cloches,
* présentation du mobilier de l'église paroissiale Saint-Pierre-ès-Liens,
* ensemble de 2 autels.
- Maison ; presbytère[54]
- Maison dite le château[55].
- Domaine du Temple de Fremifontaine[56],[57].
- Fontaine Saint-Firmin. Une première fontaine, datant du XIIe siècle, était réputée pour ses vertus thérapeutiques[58].
- Croix rue du calvaire de 1621[59],[60].
- Mairie ; école primaire[61].
- Édifice non identifié dit ruines des Templiers[62].
- Patrimoine rural recensé par le service régional de l'Inventaire général du patrimoine culturel.
- Fontaine Saint Firmin[63].
- Monuments commémoratifs :

Monument aux morts,,,.
Tableau commémoratif des morts des guerres 1914-1918 et 1939-1945 dans l'église paroissiale Saint-Pierre-ès-Liens.
Monument dédié à la 45e Division d'Infanterie américaine.
Carrefour Richard J.Conway.
* Stèle en mémoire aux déportés.

### Personnalités liées à la commune
- Marc Gaulthier, Seigneur de Fremifontaine[70], Contrôleur du Domaine à Bruyères et Contrôleur du Domaine de Bruyères, décédé le 13 mars 1648 à 88 ans et enterré à Bruyères.
- Claude Gauthier, Seigneur de Fremifontaine et de Vienville, Capitaine et Prévôt de Saint-Dié, Gentilhomme ordinaire de la maison de Gaston de France Duc d'Orléans[71].
- Médaillés de Sainte-Hélène[72].

### Héraldique
| Blason | Blasonnement : Ecartelé au 1 d'or à la bande de gueules chargée de trois alérions d'argent, au 2 de sinople à la fontaine d'argent, au 3 d'azur au fleuret d'argent garni d'or, au 4 d'or à la chaîne de sable mise en bande. Commentaires : Frémifontaine fait partie du duché de Lorraine. La fontaine évoque le nom de la localité. Le fleuret est celui du blason de la famille de La Salle seigneur du lieu. Enfin la chaîne indique que saint Pierre aux liens est le patron de l'église,. |

## Pour approfondir